# Отто Кліщ
Отто Кліщ (нім. Otto Kliszcz; 27 вересня 1886, Біліц-Біала — 18 вересня 1971, Відень) — австрійський і німецький офіцер, дипломований інженер, генерал-лейтенант вермахту. Кавалер Німецького хреста в сріблі.

## Біографія
18 серпня 1909 року вступив у австрійську армію. Учасник Першої світової війни. Після війни продовжив службу в австрійській армії. Після аншлюсу автоматично перейшов у вермахт. З 1 серпня 1938 року — офіцер штабу 6-го армійського корпусу. З 26 серпня 1939 року —  начальник інженерної служби 6-го армійського корпусу. З 6 квітня 1940 року —  командир штабу 673-го інженерного полку особливого призначення. З 10 квітня 1941 року — командир фортечних інженерних частин 1. З 5 листопада 1941 року — начальник 21-го будівельного управління. З 7 лютого 1942 року — знову командир фортечних інженерних частин 1. З 1 червня 1942 року — командир штабу поповнення «Центр». З 25 серпня по 20 жовтня 1942 року — командир фортечних інженерних частин 4. З 25 вересня 1943 року — інспектор східних укріплень. 8 травня 1945 року взятий в полон. 16 жовтня 1946 року звільнений.

## Звання
- Лейтенант (18 серпня 1909)
- Оберлейтенант (1 травня 1914)
- Гауптман (1 серпня 1916)
- Майор (1 січня 1921)
- Оберстлейтенант (18 грудня 1934)
- Оберст (1 лютого 1939)
- Генерал-майор (1 вересня 1941)
- Генерал-лейтенант (1 січня 1944)

## Нагороди
- Бронзова і срібна медаль «За військові заслуги» (Австро-Угорщина) з мечами
- Хрест «За військові заслуги» (Австро-Угорщина) 3-го класу з військовою відзнакою і мечами
- Військовий Хрест Карла
- Залізний хрест 2-го класу
- Пам'ятна військова медаль (Австрія) з мечами
- Почесний знак «За заслуги перед Австрійською Республікою», золотий знак
- Хрест «За вислугу років» (Австрія) 2-го класу для офіцерів (25 років)
- Хрест «За військові заслуги» (Австрія) 3-го класу (25 листопада 1935)
- Пам'ятна військова медаль (Угорщина) з мечами
- Почесний хрест ветерана війни з мечами
- Медаль «За вислугу років у Вермахті» 4-го, 3-го, 2-го і 1-го класу (25 років)
- Застібка до Залізного хреста 2-го класу (18 травня 1940)
- Залізний хрест 1-го класу (25 червня 1940)
- Медаль «За Атлантичний вал» (22 листопада 1940)
- Медаль «За зимову кампанію на Сході 1941/42» (серпень 1942)
- Хрест Воєнних заслуг 2-го і 1-го класу з мечами
- Німецький хрест в сріблі (10 березня 1944)